# Ablabera bagamojana
Ablabera bagamojana är en skalbaggsart som beskrevs av Brenske 1897. Ablabera bagamojana ingår i släktet Ablabera och familjen Melolonthidae. Inga underarter finns listade i Catalogue of Life.